# Egon von Fürstenberg
Le prince Eduard Egon Peter Paul Giovanni von und zu Fürstenberg, né à Lausanne (Suisse) le 29 juin 1946 et mort à Rome, le 11 juin 2004, est un membre de la maison princière des Fürstenberg et un styliste de mode, familier de la jet set internationale.

## Biographie
Egon von Fürstenberg est le fils du prince Tassilo von Fürstenberg et de sa première épouse, Clara Agnelli, de la richissime famille Agnelli et sœur de Gianni et Umberto Agnelli. Egon von Fürstenberg a une sœur, Ira, et un frère cadet, Sebastian. Son père épouse en secondes noces l'héritière texane Cecilia Amelia Hudson, née Blaffer. Egon von Fürstenberg naît à Lausanne. il est baptisé par Mgr Roncalli, futur Jean XXIII, et passe ses premières années de jeunesse à Venise.
Passionné de mode, il prend des cours au FIT et travaille chez Macy's. Il commence à dessiner des collections de mode féminine pour taille forte, puis se lance dans le prêt-à-porter et les parfums, en licence sous son nom. Il tente aussi de faire des créations sur mesure et trouve sa clientèle dans la jet set internationale. Le siège de sa maison est à Rome.
Il épouse contre la volonté de ses parents le 16 juillet 1969 à Montfort-l'Amaury Diane Simone Michelle Halfin, jeune fille juive de Bruxelles d'une famille émigrée de Bessarabie qu'il a rencontrée précédemment lors de ses études à Genève. Elle est passionnée de mode comme lui. Elle donne naissance à un fils, Alexander en 1970, puis à une fille, Tatiana en 1971. Mais au bout de deux ans et demi de mariage, le couple divorce. Le prince laisse à son ex-épouse le droit de porter son nom afin qu'elle puisse se lancer dans les affaires. En 1983, il épouse Lynn Marshall. En 2000, le prince au cours de la Gay Pride de Rome, fait part ouvertement de sa bisexualité dans une interview à La Repubblica. Il aurait tenu une relation d'une quinzaine d'années avec le journaliste québécois Michel Girouard. 
Egon von Fürstenberg est l'auteur de deux livres : The Power Look (1978) (publié en Italie sous le titre de Il vero signore si veste) et un guide de mode et de bon goût à la maison pour les hommes intitulé The Power Look at Home: Decorating for Men.
Le prince Egon von Fürstenberg meurt à l'hôpital Spallanzani de Rome, le 11 juin 2004, quinze jours après son oncle Umberto Agnelli. Son décès est dû officiellement à une tumeur du foie, consécutive à une hépatite C contractée dans les années 1970.
Le styliste repose dans la sépulture familiale de Strobl en Autriche.

## Filmographie
- 1991 : Le Comte Max (Il conte Max) de Christian De Sica